# IC 3756
IC 3756 — галактика типу S/P (спіральна галактика) у сузір'ї Діва.
Цей об'єкт міститься в оригінальній редакції індексного каталогу.